# Synagoge (Ahlen)

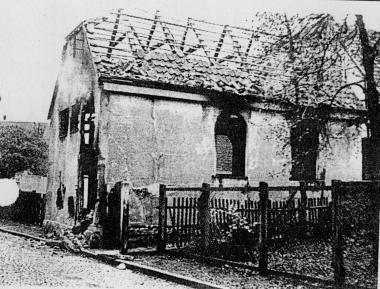
Die Synagoge in Ahlen nach dem Novemberpogrom 1938

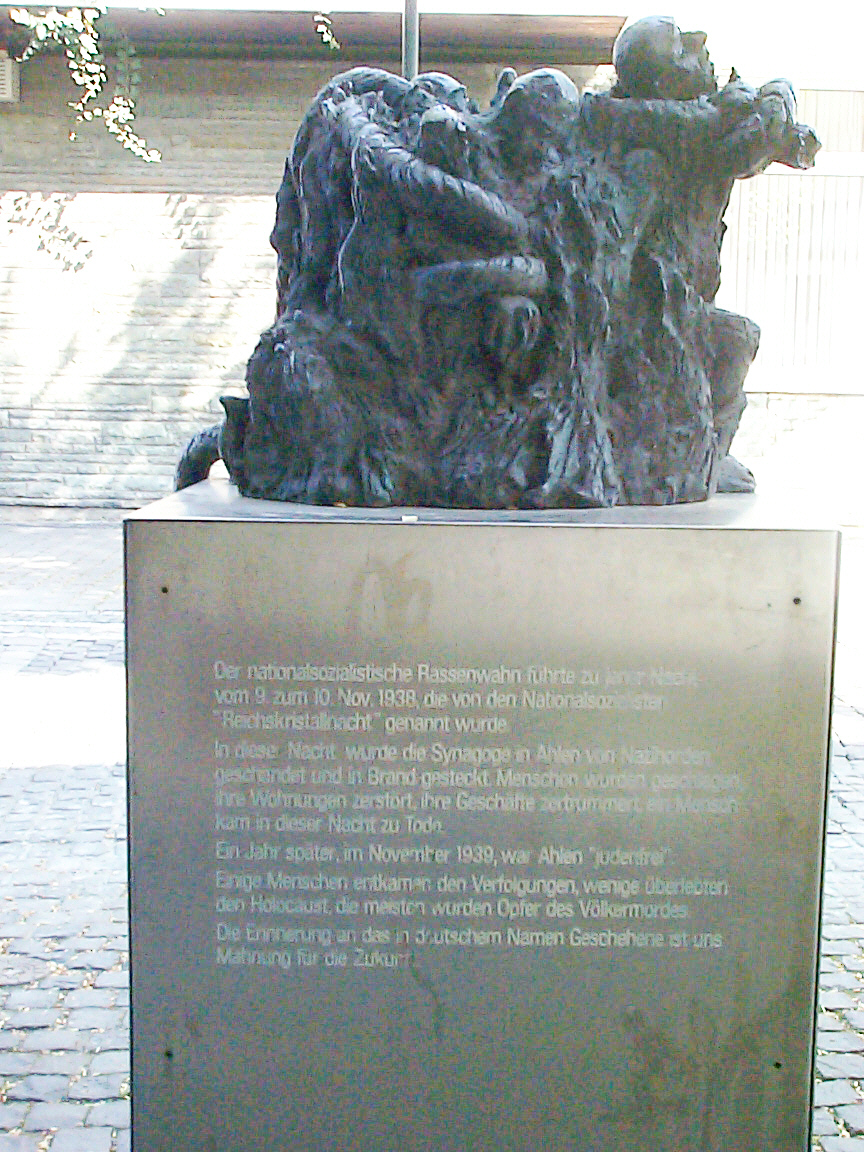
Mahnmal

Die Synagoge in Ahlen, einer Stadt im Kreis Warendorf in Nordrhein-Westfalen, wurde Mitte des 18. Jahrhunderts errichtet und 1938 zerstört.

## Geschichte
Seit Mitte des 18. Jahrhunderts besaß die aus wenigen Familien bestehende Jüdische Gemeinde Ahlen eine Synagoge am Kattenbusch (später Wandmacherstiege). Das Gebäude mit je zwei seitlichen hohen Rundbogenfenstern hatte den Eingang in einem kleinen Anbau an der Nordseite. Auf der Westseite befand sich die Frauenempore.

### Zeit des Nationalsozialismus
Während der Novemberpogrome 1938 zogen SA- und SS-Angehörige am 10. November marodierend durch Ahlen. Die Synagoge wurde aufgebrochen, die Inneneinrichtung zerschlagen und danach das Gebäude in Brand gesetzt.
Nach dem Krieg wurden sechs Angehörige der Ahlener SA als Haupttäter der Ausschreitungen in Ahlen schwer belastet, vor Gericht gestellt und 1948 zu unterschiedlich langen Haftstrafen verurteilt. Nach Revisionsverfahren wurde die Strafverfolgung aufgrund des Straffreiheitsgesetzes von 1949 eingestellt.

## Gedenken
Im Jahr 1985 wurde auf dem ehemaligen Synagogengrundstück ein Mahnmal eingeweiht. Unter der Bronzeplastik Fingerzeig der Geschichte ist im Sockel die Namensliste der 88 ermordeten Juden aus Ahlen angebracht.